# Лукиянов, Пётр Григорьевич
Пётр Григорьевич Лукиянов (07.08.1924, Свердловская область — 14.05.1982) — командир отделения саперного взвода 262-го гвардейского стрелкового полка гвардии сержант — на момент представления к награждению орденом Славы 1-й степени.

## Биография
Родился 7 августа 1924 года в деревне Агименка Туринского района Свердловской области. Закончив шесть классов, пошёл на работать помощником машиниста локомобиля.
В августе 1942 года был призван в Красную Армию. В запасном полку прошёл подготовку на снайпера. Весной 1943 года в составе 5-й стрелковой дивизии прибыл в действующую армию на реку Миус. Пока войска находились в обороне активные боевые действия вели только разведчики и снайперы. Лукьянов и его товарищи по снайперской команде ежедневно выходили на «охоту», выслеживали противников и меткими пулями снимали их. В одном из поединков в вражеским снайпером был ране в руку.
После выздоровления был зачислен автоматчиком в 262-й гвардейский стрелковый полк 87-й гвардейской стрелковой дивизии. В составе этой дивизии прошёл до Победы. Участвовал в освобождении Крыма, разгроме вражеской группировки Восточной Пруссии, штурмовал Кенигсберг.
5 мая 1944 года во время штурма города Севастополя, в районе Мекензиевых гор в бойцы 262-го стрелкового полка ворвались во вторую линию окопов и выбили противников. Лукиянов первым ворвался в траншею, уничтожил гранатами группу противников, а несколько взял в плен. Закрепившись на позиции гвардейцы отбили 14 контратак. Два дня шли упорные бои. 8 мая гвардейцы преодолели Мекензиевы горы и устремились к Северной бухте. В рукопашной схватке Лукиянов был ранен в живот.
Приказом от 25 мая 1944 года за отвагу и мужество в боях по освобождению Севастополя гвардии рядовой Лукиянов Пётр Григорьевич награждён орденом Славы 3-й степени.
После лечения вернулся в свой полк. Летом дивизия была переброшена в Прибалтику и вошла в состав 39-й армии 3-го Белорусского фронта. К этому времени Лукиянов был уже сапером, обеспечивал проход через минные поля и заграждения группам разведчиков. Во время одного из таких выходов прикрывал возвращающуюся с «языком» группу, вынес тяжело раненого товарища.
19 февраля 1945 года в бою в районе Земландского уничтожил крупнокалиберный пулемет и 8 солдат противника. Будучи раненным, продолжал отражать контратаки.
Приказом от 12 марта 1945 года за отвагу и мужество при выполнении боевого задания и спасение товарища гвардии рядовой Лукиянов Пётр Григорьевич награждён орденом Славы 2-й степени.
7-9 апреля 1945 года при штурме города Кенигсберг гвардии сержант Лукиянов действовал в составе группы разграждения. Он сделал 3 прохода в минном поле и проволочных заграждении врага. Затем вместе с пехотинцами участвовал в атаке. В разгар боя заменил выбывшего из строя командира саперного взвода, приняв командование на себя, организовал отражение контратаки противника. Гранами подорвал один танк. В уличных боях истребил около 10 противников. В одном из боев был снова ранен.
Указом Президиума Верховного Совета СССР от 19 апреля 1945 года за мужество, отвагу и героизм, гвардии сержант Лукиянов Пётр Григорьевич награждён орденом Славы 1-й степени. Стал полным кавалером ордена Славы.
После демобилизации вернулся на родину. Работал в Туринском леспромхозе, окончил железнодорожный техникум. Член КПСС с 1961 года. В 1965 году вместе с семьёй переехал в город Междуреченск Кемеровской области. Работал водителем электровоза разреза № 3-4 треста «Кузбасскарьеруголь». Скончался 14 мая 1982 года.
Награждён орденами Славы 3-х степеней, медалями.
В городе Междуреченске его именем названа улица, на одном из домов установлена мемориальная доска.